# Alexandros Giotopoulos
Alexandros Giotopoulos (griechisch Αλέξανδρος Γιωτόπουλος; * 1944 in Paris) ist ein ehemaliger Anführer der nicht mehr aktiven Terrororganisation 17. November (17N) in Griechenland.
Geboren 1944 in Paris, kehrte er 1947 nach Kriegsende mit seinen Eltern aus dem französischen Exil nach Griechenland zurück. Giotopoulos wuchs in einem trotzkistischen Elternhaus auf, sein Vater Dimitris Giotopoulos war der bekannteste Anhänger Trotzkis in Griechenland und soll mit ihm in persönlichem Kontakt gestanden haben. Kurz nach dem sog. Obristenputsch im Jahre 1967 floh Alexandros Giotopoulos nach Paris, wo er sein in Athen begonnenes Studium der Wirtschaftswissenschaften fortsetzte. Dort arbeitete er mit anderen Exil-Griechen zusammen, unter ihnen der marxistische Theoretiker und Politikwissenschaftler Nicos Poulantzas. Mit Beginn der Studentenunruhen 1968 begann sich Alexandros Giotopoulos für bewaffnete Aufstände zu interessieren. 1968 gründeten er und andere Exil-Griechen die trotzkistisch-marxistische Gruppe 29. Mai. Später lehrte Giotopoulos in Paris als Professor. Ab Anfang der 1990er Jahre wurde er vom FBI als Verdächtiger mit der Terrororganisation in Verbindung gebracht. Am 18. Juli 2002 erfolgte die Festnahme auf der Insel Lipsi, auf der er unter falschem Namen ein Haus erworben haben soll. 2003 wurde er zu 21 Mal lebenslanger Haft verurteilt. Die eingelegte Berufung revidierte das Urteil gegen Giotopoulos im Mai 2007 auf 17 Mal lebenslange Haft. Das Berufungsverfahren hatte im Dezember 2005 begonnen und dauerte 246 Verhandlungstage. Giotopoulos selbst stritt während der Verfahren sämtliche Vorwürfe ab.